# کلاته چاجیها
کلاته چاجیها یک روستا در ایران است که در بخش مرکزی شهرستان سربیشه واقع شده‌است. کلاته چاجیها ۱۳ نفر جمعیت دارد.